# 五连峰
五连峰又名五莲峰，中国云贵高原一座山脉，处云南省东北的昭通市永善縣莲峰镇。五莲峰与乌蒙山为昭通市境内的主要山脉。五连峰因其形状似五瓣莲花，因而得名。五连峰主峰为镜子山，海拔3189米。五连峰为横江与金沙江的分水岭。